# Woody
Woody là tên mã của bản phân phối Debian GNU/Linux phiên bản 3.0. Nó được đặt theo tên của nhân vật Woody trong phim hoạt hình Toy Story, và hầu hết tên mã của các phiên bản Debian GNU/Linux đều được đặt theo tên của các nhân vật trong phim hoạt hình này.
Đây là phiên bản ổn định (stable) của Debian GNU/Linux từ ngày 19 tháng 7 năm 2002 đến ngày 6 tháng 6 năm 2005 trước khi được Sarge thay thế.

## Các triến trúc phần cứng
Tại thời điểm phát hành, Woody hỗ trợ 11 kiến trúc máy tính:
- Alpha
- ARM
- HP PA-RISC
- Intel x86
- Intel IA-64
- Motorola 680x0
- MIPS
- MIPS (bởi DEC)
- PowerPC
- IBM S/390
- SPARC

Woody là phiên bản Debian GNU/Linux đầu tiên hỗ trợ các kiến trúc máy tính HP PA-RISC, Intel IA-64, MIPS, MIPS (DEC), và IBM S/390.
Sau khi ra đời, Woody đã được hỗ trợ rất tích cực, và đã có sáu bản nâng cấp trước Sarge được chính thức phát hành:
- Debian GNU/Linux 3.0r1 Lưu trữ ngày 7 tháng 1 năm 2006 tại Wayback Machine phát hành ngày 16 tháng 12 năm 2002
- Debian GNU/Linux 3.0r2[liên kết hỏng] phát hành ngày 21 tháng 11 năm 2003
- Debian GNU/Linux 3.0r3 Lưu trữ ngày 24 tháng 9 năm 2020 tại Wayback Machine phát hành ngày 26 tháng 10 năm 2004
- Debian GNU/Linux 3.0r4 Lưu trữ ngày 22 tháng 10 năm 2020 tại Wayback Machine phát hành ngày 1 tháng 1 năm 2005
- Debian GNU/Linux 3.0r5 Lưu trữ ngày 24 tháng 9 năm 2020 tại Wayback Machine phát hành ngày 16 tháng 4 năm 2005
- Debian GNU/Linux 3.0r6[liên kết hỏng] phát hành ngày 2 tháng 6 năm 2005, tức là 4 ngày trước khi phát hành Sarge.